# Chiesa di San Vito (Racines)
La chiesa di San Vito (in tedesco Kirche St. Veit) è la parrocchiale di Telves (Telfes), frazione di Racines (Ratschings), in provincia autonoma di Bolzano. Appartiene al decanato di Vipiteno della diocesi di Bolzano-Bressanone e risale al XVIII secolo.

## Storia

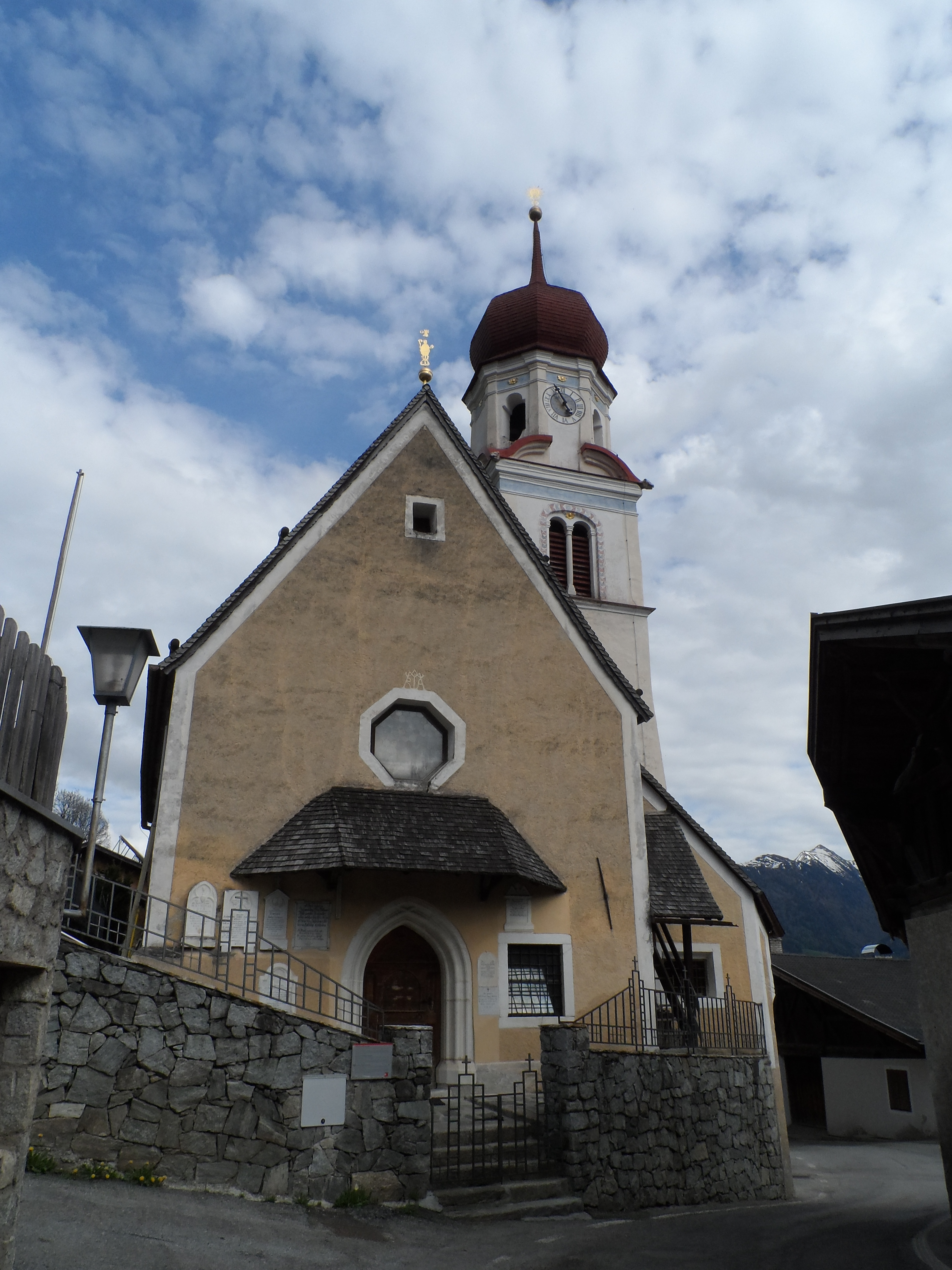
Chiesa di San Nicolò a Telves di Sotto

La storia della chiesa parrocchiale di San Vito a Telves di Sopra è legata strettamente all'altra del paese vicino di Telves di Sotto, la chiesa di San Nicolò. I due nuclei formano la frazione di Telves e le due chiese appartengono alla stessa parrocchia dei Santi Nicolò e Vito.
La forte presenza dei minatori legati alle miniere di Telferberg e le loro donazioni hanno probabilmente fatto sorgere nello stesso periodo questi due luoghi di culto che sono venerati come santi minatori. La prima citazione storica che riguarda entrambe si trova in una lettera datata 1357 e riporta dati sul loro acquisto.
Dopo la sua costruzione l'edificio fu più volte rimaneggiato e restaurato sino a quando, nel 1783, venne gravemente danneggiato da un incendio e fu necessaria la sua quasi completa ricostruzione. All'inizio del XXI secolo è stata restaurata la torre campanaria e nel 2013, all'interno, il coro è stato ammodernato da Franz Kehrer.

## Descrizione

### Esterno
La parrocchiale si trova nella località di Telves di Sopra, in posizione leggermente decentrata, nella zona a sud, accanto al cimitero della comunità. La facciata a capanna con due spioventi è semplice e il portale di accesso è protetto da una piccola tettoia. La torre campanaria si alza sulla sinistra, in posizione leggermente arretrata. Nella parte inferiore è in pietra a vista mentre nella parte superiore è intonacata. La cella campanaria si apre con quattro finestre a monofora e la copertura è a bulbo sormontato dalla lanterna.

### Interno
Sull'altare maggiore la pala raffigura San Vito che ha i suoi attributi, rappresentati dal gallo e da un calderone. L'immagine, che è dipinta ad olio, è opera ottocentesca di Franz Sebald Unterberger, artista all'epoca molto attivo nel territorio. Anche nella volta della sala un affresco raffigura il titolare.